# Fissidens polypodioides
Fissidens polypodioides är en bladmossart som beskrevs av Hedwig 1801. Fissidens polypodioides ingår i släktet fickmossor, och familjen Fissidentaceae. Inga underarter finns listade i Catalogue of Life.